# Smokie/Diskografie
Diese Diskografie ist eine Übersicht über die musikalischen Werke der britischen Pop-Rock-Musikgruppe Smokie, auch bekannt als Kindness oder auch Smokey. Den Quellenangaben und Schallplattenauszeichnungen zufolge hat sie bisher mehr als 4,1 Millionen Tonträger verkauft, davon alleine in ihrer Heimat über 1,8 Millionen. Ihre erfolgreichste Veröffentlichung ist die Single Living Next Door to Alice mit über 950.000 verkauften Einheiten.
Bei der Diskografie ist zu berücksichtigen, dass diese sich nur auf offizielle Tonträger beschränkt. Dadurch finden Chartalben wie BRAVO präsentiert Smokie oder Gold (2020) keine Berücksichtigung. Neben den offiziellen, größtenteils weltweit veröffentlichten Tonträger, erschienen auch diverse regionale Veröffentlichungen, vor allem Kompilationen. Tonträger, die nur regional und nicht durch die offiziellen Musiklabels erschienen, wurden nur berücksichtigt, wenn diese Chartplatzierungen oder Verkäufe nachweisen können und somit zum kommerziellen Erfolg der Band beitrugen.

## Alben

### Studioalben
| Jahr       | Titel Musiklabel                                                                           | Höchstplatzierung, Gesamtwochen/‑monate, AuszeichnungChartplatzierungen (Jahr, Titel, Musiklabel, Platzierungen, Wochen/Monate, Auszeichnungen, Anmerkungen) | Höchstplatzierung, Gesamtwochen/‑monate, AuszeichnungChartplatzierungen (Jahr, Titel, Musiklabel, Platzierungen, Wochen/Monate, Auszeichnungen, Anmerkungen) | Höchstplatzierung, Gesamtwochen/‑monate, AuszeichnungChartplatzierungen (Jahr, Titel, Musiklabel, Platzierungen, Wochen/Monate, Auszeichnungen, Anmerkungen) | Höchstplatzierung, Gesamtwochen/‑monate, AuszeichnungChartplatzierungen (Jahr, Titel, Musiklabel, Platzierungen, Wochen/Monate, Auszeichnungen, Anmerkungen) | Höchstplatzierung, Gesamtwochen/‑monate, AuszeichnungChartplatzierungen (Jahr, Titel, Musiklabel, Platzierungen, Wochen/Monate, Auszeichnungen, Anmerkungen) | Anmerkungen                                                  |
| Jahr       | Titel Musiklabel                                                                           | DE | AT | CH | UK | US | Anmerkungen                                                  |
| ---------- | ------------------------------------------------------------------------------------------ | --- | --- | --- | --- | --- | ------------------------------------------------------------ |
| als Smokey |                                                                                            | | | | | |                                                              |
|            |                                                                                            | | | | | |                                                              |
| 1975       | Pass It Around RAK Records (EMI)                                                           | — | — | — | — | — | Erstveröffentlichung: 14. Februar 1975                       |
| 1975       | Changing All the Time RAK Records (EMI)                                                    | DE16 (5 Mt.)DE | — | — | UK18 Silber · (5 Wo.)UK | — | Erstveröffentlichung: 22. September 1975 Verkäufe: + 60.000  |
| als Smokie |                                                                                            | | | | | |                                                              |
|            |                                                                                            | | | | | |                                                              |
| 1976       | Midnight Café RAK Records (EMI)                                                            | DE6 (9½ Mt.)DE | — | — | — | US173 (6 Wo.)US | Erstveröffentlichung: 9. April 1976                          |
| 1977       | Bright Lights & Back Alleys RAK Records (EMI)                                              | DE6 Gold · (8½ Mt.)DE | AT6 (4 Mt.)AT | — | UK— SilberUK | — | Erstveröffentlichung: 29. September 1977 Verkäufe: + 310.000 |
| 1978       | The Montreux Album RAK Records (EMI)                                                       | DE3 Gold · (6 Mt.)DE | AT6 (5 Mt.)AT | — | UK52 Silber · (2 Wo.)UK | — | Erstveröffentlichung: 12. September 1978 Verkäufe: + 310.000 |
| 1979       | The Other Side of the Road RAK Records (EMI)                                               | DE17 (23 Wo.)DE | AT7 (2 Mt.)AT | — | — | — | Erstveröffentlichung: November 1979                          |
| 1981       | Solid Ground RAK Records (EMI)                                                             | — | — | — | — | — | Erstveröffentlichung: September 1981                         |
| 1982       | Strangers in Paradise RAK Records (EMI)                                                    | — | — | — | — | — | Erstveröffentlichung: März 1982                              |
| 1982       | Midnight Delight Repertoire Records (Teldec)                                               | — | — | — | — | — | Erstveröffentlichung: Oktober 1982                           |
| 1988       | All Fired Up! SPV Records                                                                  | — | — | — | — | — | Erstveröffentlichung: 1988                                   |
| 1989       | Boulevard of Broken Dreams Polydor                                                         | — | — | — | — | — | Erstveröffentlichung: 18. Juli 1989                          |
| 1990       | Whose Are These Boots? Polydor                                                             | — | — | — | — | — | Erstveröffentlichung: 1990                                   |
| 1992       | Chasing Shadows Electrola (EMI)                                                            | DE51 (10 Wo.)DE | — | — | — | — | Erstveröffentlichung: 27. August 1992                        |
| 1993       | Burnin’ Ambition Electrola (EMI)                                                           | — | — | — | — | — | Erstveröffentlichung: 13. September 1993                     |
| 1995       | The World and Elsewhere Deshima Records (SPV)                                              | DE77 (5 Wo.)DE | — | CH41 (3 Wo.)CH | — | — | Erstveröffentlichung: 30. Oktober 1995                       |
| 1998       | Wild Horses – The Nashville Album Ritz Records (EMI)                                       | — | — | — | — | — | Erstveröffentlichung: 16. März 1998                          |
| 2000       | Uncovered auch bekannt als: Uncovered – The Very Best of Smokie Coconut Records (Sony BMG) | DE84 Gold · (1 Wo.)DE | — | — | UK63 (3 Wo.)UK | — | Erstveröffentlichung: 1. September 2000 Verkäufe: + 200.000  |
| 2001       | Uncovered Too Coconut Records (Sony BMG)                                                   | — | — | — | — | — | Erstveröffentlichung: 27. Juni 2002 Verkäufe: + 65.000       |
| 2004       | On the Wire Coconut Records (Sony BMG)                                                     | — | — | — | — | — | Erstveröffentlichung: 8. Mai 2004                            |
| 2010       | Take a Minute Ferryhouse (WMG)                                                             | — | — | — | — | — | Erstveröffentlichung: 15. Oktober 2010                       |
| 2018       | Discover What We Covered Bellevue Entertainment                                            | — | — | — | — | — | Erstveröffentlichung: 25. Juli 2018                          |

grau schraffiert: keine Chartdaten aus diesem Jahr verfügbar

### Livealben
| Jahr | Titel Musiklabel                                                     | Anmerkungen                              |
| ---- | -------------------------------------------------------------------- | ---------------------------------------- |
| 1989 | Greatest Hits Live Polydor                                           | Erstveröffentlichung: 1989               |
| 2009 | Live in Concert 1995–1997 – Who the Fuck is Alice Dance Street (ZYX) | Erstveröffentlichung: 25. September 2009 |

### Kompilationen (Auswahl)
| Jahr | Titel Musiklabel                                                                  | Höchstplatzierung, Gesamtwochen/‑monate, AuszeichnungChartplatzierungen (Jahr, Titel, Musiklabel, Platzierungen, Wochen/Monate, Auszeichnungen, Anmerkungen) | Höchstplatzierung, Gesamtwochen/‑monate, AuszeichnungChartplatzierungen (Jahr, Titel, Musiklabel, Platzierungen, Wochen/Monate, Auszeichnungen, Anmerkungen) | Höchstplatzierung, Gesamtwochen/‑monate, AuszeichnungChartplatzierungen (Jahr, Titel, Musiklabel, Platzierungen, Wochen/Monate, Auszeichnungen, Anmerkungen) | Höchstplatzierung, Gesamtwochen/‑monate, AuszeichnungChartplatzierungen (Jahr, Titel, Musiklabel, Platzierungen, Wochen/Monate, Auszeichnungen, Anmerkungen) | Höchstplatzierung, Gesamtwochen/‑monate, AuszeichnungChartplatzierungen (Jahr, Titel, Musiklabel, Platzierungen, Wochen/Monate, Auszeichnungen, Anmerkungen) | Anmerkungen                                                 |
| Jahr | Titel Musiklabel                                                                  | DE | AT | CH | UK | US | Anmerkungen                                                 |
| ---- | --------------------------------------------------------------------------------- | --- | --- | --- | --- | --- | ----------------------------------------------------------- |
| 1977 | Greatest Hits RAK Records (EMI)                                                   | DE1 Platin · (67 Wo.)DE | AT1 (12 Mt.)AT | — | UK6 Silber · (23 Wo.)UK | — | Erstveröffentlichung: 3. April 1977 Verkäufe: + 810.000     |
| 1980 | The Very Best of Smokie – 14 Hit Singles RAK Records (EMI)                        | — | — | — | — | — | Erstveröffentlichung: 1980                                  |
| 1980 | Greatest Hits Volume 2 – Smokie’s Hits RAK Records (EMI)                          | DE37 (8 Wo.)DE | — | — | UK23 Gold · (13 Wo.)UK | — | Erstveröffentlichung: November 1980 Verkäufe: + 100.000     |
| 1981 | The Very Best of Smokie Arcade Records                                            | DE16 (12 Wo.)DE | AT5 (1½ Mt.)AT | — | — | — | Erstveröffentlichung: 1981                                  |
| 1981 | All the Best RAK Records (EMI)                                                    | — | — | — | — | — | Erstveröffentlichung: 1981                                  |
| 1990 | Forever Smokie Ariola (BMG)                                                       | DE15 (12 Wo.)DE | — | — | — | — | Erstveröffentlichung: 24. September 1990                    |
| 1990 | 18 Carat Gold: The Very Best of Smokie Polydor (Polygram)                         | — | — | — | — | — | Erstveröffentlichung: November 1990 Verkäufe: + 25.000      |
| 1992 | The Greatest Hits RCA Records                                                     | — | — | — | — | — | Erstveröffentlichung: Februar 1992                          |
| 1992 | The Collection Ariola (BMG)                                                       | — | — | — | — | — | Erstveröffentlichung: Juni 1992 Verkäufe: + 90.000          |
| 1994 | Celebration Power Brothers (EMI)                                                  | DE85 (8 Wo.)DE | — | — | — | — | Erstveröffentlichung: 1994                                  |
| 1995 | From Smokie with Love Columbia Records                                            | DE49 (6 Wo.)DE | — | — | — | — | Erstveröffentlichung: 1995                                  |
| 1995 | Who the F … Is Alice? – The Partyhits Akropolis Musik (EMI)                       | DE33 (16 Wo.)DE | — | — | — | — | Erstveröffentlichung: 23. Juni 1995                         |
| 1998 | Lay Back in the Arms of Someone – Best 1975–1986 –                                | — | — | — | UK— SilberUK | — | Erstveröffentlichung: 1998 Verkäufe: + 60.000               |
| 1999 | Our Swedisch Collection auch bekannt als: Our Danish Collection CMC Records (EMI) | — | — | — | — | — | Erstveröffentlichung: 23. September 1999 Verkäufe: + 80.000 |
| 2008 | Collections Sony BMG                                                              | — | — | CH88 (1 Wo.)CH | — | — | Erstveröffentlichung: 19. Dezember 2008                     |
| 2015 | 2015 – 40th Anniversary Gold-Edition Sony Music                                   | DE36 (5 Wo.)DE | AT73 (1 Wo.)AT | CH77 (1 Wo.)CH | — | — | Erstveröffentlichung: 20. März 2015                         |

grau schraffiert: keine Chartdaten aus diesem Jahr verfügbar

### Remixalben
| Jahr | Titel Musiklabel        | Anmerkungen                |
| ---- | ----------------------- | -------------------------- |
| 2003 | In the Mix Ariola (BMG) | Erstveröffentlichung: 2003 |

### Weihnachtsalben
| Jahr | Titel Musiklabel                                | Anmerkungen                                   |
| ---- | ----------------------------------------------- | --------------------------------------------- |
| 1996 | Light a Candle – The Christmas Album Koch Media | Erstveröffentlichung: 1996 Verkäufe: + 20.000 |

## Singles
| Jahr         | Titel Album                                                                              | Höchstplatzierung, Gesamtwochen/‑monate, AuszeichnungChartplatzierungen (Jahr, Titel, Album, Platzierungen, Wochen/Monate, Auszeichnungen, Anmerkungen) | Höchstplatzierung, Gesamtwochen/‑monate, AuszeichnungChartplatzierungen (Jahr, Titel, Album, Platzierungen, Wochen/Monate, Auszeichnungen, Anmerkungen) | Höchstplatzierung, Gesamtwochen/‑monate, AuszeichnungChartplatzierungen (Jahr, Titel, Album, Platzierungen, Wochen/Monate, Auszeichnungen, Anmerkungen) | Höchstplatzierung, Gesamtwochen/‑monate, AuszeichnungChartplatzierungen (Jahr, Titel, Album, Platzierungen, Wochen/Monate, Auszeichnungen, Anmerkungen) | Höchstplatzierung, Gesamtwochen/‑monate, AuszeichnungChartplatzierungen (Jahr, Titel, Album, Platzierungen, Wochen/Monate, Auszeichnungen, Anmerkungen) | Anmerkungen                                                                              |
| Jahr         | Titel Album                                                                              | DE | AT | CH | UK | US | Anmerkungen                                                                              |
| ------------ | ---------------------------------------------------------------------------------------- | --- | --- | --- | --- | --- | ---------------------------------------------------------------------------------------- |
| als Kindness |                                                                                          | | | | | |                                                                                          |
|              |                                                                                          | | | | | |                                                                                          |
| 1970         | Light of Love –                                                                          | — | — | — | — | — | Erstveröffentlichung: 3. April 1970 Original: Cat                                        |
| 1972         | Let the Good Times Roll –                                                                | — | — | — | — | — | Erstveröffentlichung: 16. Juni 1972                                                      |
| 1972         | Oh, Julie (Oh, Oh, July) –                                                               | — | — | — | — | — | Erstveröffentlichung: 25. August 1972                                                    |
| 1973         | Make It Better –                                                                         | — | — | — | — | — | Erstveröffentlichung: 27. Juli 1973                                                      |
| als Smokey   |                                                                                          | | | | | |                                                                                          |
|              |                                                                                          | | | | | |                                                                                          |
| 1975         | Pass It Around                                                                           | — | — | — | — | — | Erstveröffentlichung: März 1975                                                          |
| 1975         | If You Think You Know How to Love Me Changing All the Time                               | DE8 (28 Wo.)DE | — | — | UK3 (9 Wo.)UK | US96 (3 Wo.)US | Erstveröffentlichung: 30. Mai 1975                                                       |
| 1975         | Don’t Play Your Rock ’n’ Roll to Me Changing All the Time                                | DE10 (21 Wo.)DE | AT13 (2 Mt.)AT | — | UK8 (7 Wo.)UK | — | Erstveröffentlichung: 12. September 1975                                                 |
| als Smokie   |                                                                                          | | | | | |                                                                                          |
|              |                                                                                          | | | | | |                                                                                          |
| 1976         | Something’s Been Making Me Blue Midnight Café                                            | DE21 (9 Wo.)DE | — | — | UK17 (8 Wo.)UK | — | Erstveröffentlichung: 2. Januar 1976                                                     |
| 1976         | Wild Wild Angels Midnight Café                                                           | DE15 (20 Wo.)DE | — | — | — | — | Erstveröffentlichung: 2. April 1976                                                      |
| 1976         | I’ll Meet You at Midnight Midnight Café                                                  | DE9 (24 Wo.)DE | AT10 (3 Mt.)AT | — | UK11 (9 Wo.)UK | — | Erstveröffentlichung: 3. September 1976                                                  |
| 1976         | Living Next Door to Alice Greatest Hits                                                  | DE1 Gold · (27 Wo.)DE | AT1 (6 Mt.)AT | CH1 (19 Wo.)CH | UK5 Gold · (11 Wo.)UK | US25 (20 Wo.)US | Erstveröffentlichung: 19. November 1976 Verkäufe: + 1.150.000; Original: New World       |
| 1977         | Lay Back in the Arms of Someone Greatest Hits                                            | DE1 (29 Wo.)DE | AT1 (5 Mt.)AT | CH2 (14 Wo.)CH | UK12 (9 Wo.)UK | — | Erstveröffentlichung: 18. Februar 1977                                                   |
| 1977         | It’s Your Life Bright Lights & Back Alleys                                               | DE3 (21 Wo.)DE | AT4 (6 Mt.)AT | CH5 (10 Wo.)CH | UK5 (9 Wo.)UK | — | Erstveröffentlichung: 10. Juni 1977                                                      |
| 1977         | Needles and Pins Bright Lights & Back Alleys                                             | DE2 (21 Wo.)DE | AT1 (4 Mt.)AT | CH7 (9 Wo.)CH | UK10 Silber · (9 Wo.)UK | US68 (5 Wo.)US | Erstveröffentlichung: 30. September 1977 Verkäufe: + 250.000; Original: Jackie DeShannon |
| 1978         | For a Few Dollars More The Montreux Album                                                | DE2 (18 Wo.)DE | AT2 (4 Mt.)AT | CH5 (7 Wo.)CH | UK17 (6 Wo.)UK | — | Erstveröffentlichung: 6. Januar 1978                                                     |
| 1978         | Oh Carol The Montreux Album                                                              | DE3 (22 Wo.)DE | AT5 (4 Mt.)AT | CH2 (17 Wo.)CH | UK5 Silber · (13 Wo.)UK | — | Erstveröffentlichung: 5. Mai 1978 Verkäufe: + 250.000                                    |
| 1978         | Mexican Girl The Montreux Album                                                          | DE1 (22 Wo.)DE | AT2 (5 Mt.)AT | CH4 (12 Wo.)CH | UK19 (9 Wo.)UK | — | Erstveröffentlichung: 8. September 1978                                                  |
| 1979         | Do to Me The Other Side of the Road                                                      | DE10 (19 Wo.)DE | AT6 (4 Mt.)AT | CH7 (10 Wo.)CH | — | — | Erstveröffentlichung: Juli 1979                                                          |
| 1979         | Babe It’s Up to You The Other Side of the Road                                           | DE8 (20 Wo.)DE | AT5 (2½ Mt.)AT | CH8 (9 Wo.)CH | — | — | Erstveröffentlichung: 19. Oktober 1979                                                   |
| 1980         | San Francisco Bay The Other Side of the Road                                             | DE9 (15 Wo.)DE | AT10 (2 Mt.)AT | — | — | — | Erstveröffentlichung: März 1980                                                          |
| 1980         | Take Good Care of My Baby Greatest Hits Volume 2 – Smokie’s Hits                         | DE18 (17 Wo.)DE | AT10 (2½ Mt.)AT | — | UK34 (7 Wo.)UK | — | Erstveröffentlichung: 28. März 1980 Original: Bobby Vee                                  |
| 1980         | Run to Me Greatest Hits Volume 2 – Smokie’s Hits                                         | DE29 (14 Wo.)DE | AT13 (1 Mt.)AT | — | — | — | Erstveröffentlichung: 5. September 1980                                                  |
| 1981         | Little Town Flirt The Very Best of Smokie                                                | DE30 (18 Wo.)DE | — | — | — | — | Erstveröffentlichung: Dezember 1981 Original: Del Shannon                                |
| 1982         | Jet Lagged Solid Ground                                                                  | — | — | — | — | — | Erstveröffentlichung: Februar 1982                                                       |
| 1982         | Number on My Wall Midnight Delight                                                       | — | — | — | — | — | Erstveröffentlichung: 1982                                                               |
| 1982         | Don’t Throw It Away Midnight Delight                                                     | — | — | — | — | — | Erstveröffentlichung: 1982                                                               |
| 1982         | Looking Daggers All Fired Up!                                                            | — | — | — | — | — | Erstveröffentlichung: 3. Dezember 1982                                                   |
| 1987         | Cry in the Night All Fired Up!                                                           | — | — | — | — | — | Erstveröffentlichung: September 1987                                                     |
| 1988         | My Heart Is True All Fired Up!                                                           | — | — | — | — | — | Erstveröffentlichung: April 1988                                                         |
| 1989         | Young Hearts Boulevard of Broken Dreams                                                  | DE43 (9 Wo.)DE | — | — | — | — | Erstveröffentlichung: 1989                                                               |
| 1989         | Boulevard of Broken Dreams                                                               | — | — | — | UK77 (2 Wo.)UK | — | Erstveröffentlichung: 1989                                                               |
| 1990         | In The Middle of a Lonely Dream Whose Are These Boots?                                   | — | — | — | — | — | Erstveröffentlichung: 1990                                                               |
| 1992         | You’re So Different Tonight Chasing Shadows                                              | DE45 (13 Wo.)DE | — | — | — | — | Erstveröffentlichung: 1992                                                               |
| 1992         | Don’t Play That Game with Me Chasing Shadows                                             | DE84 (6 Wo.)DE | — | — | — | — | Erstveröffentlichung: 1992                                                               |
| 1993         | Naked Love (Baby Love Me) Burnin’ Ambition                                               | DE71 (7 Wo.)DE | — | — | — | — | Erstveröffentlichung: 1993                                                               |
| 1995         | Have You Ever Seen the Rain The World and Elsewhere                                      | — | — | — | — | — | Erstveröffentlichung: 1995 Original: Creedence Clearwater Revival                        |
| 1995         | Living Next Door to Alice (Who the Fuck Is Alice?) Who The F … Is Alice? – The Partyhits | DE18 (19 Wo.)DE | — | — | UK3 Gold · (19 Wo.)UK | — | Erstveröffentlichung: 1995 Verkäufe: + 400.000; feat. Roy Chubby Brown                   |

grau schraffiert: keine Chartdaten aus diesem Jahr verfügbar

## Boxsets
| Jahr | Titel Musiklabel                    | Anmerkungen                                              |
| ---- | ----------------------------------- | -------------------------------------------------------- |
| 2003 | The Hit Box CMC International (EMI) | Erstveröffentlichung: 25. August 2003 Verkäufe: + 20.000 |

## Statistik

### Chartauswertung
|                     | DE     | AT    | CH    | UK    | US    |
| ------------------- | ------ | ----- | ----- | ----- | ----- |
| Nummer-eins-Alben   | DE1DE  | AT1AT | CH—CH | UK—UK | US—US |
| Top-10-Alben        | DE4DE  | AT5AT | CH—CH | UK1UK | US—US |
| Alben in den Charts | DE16DE | AT6AT | CH3CH | UK5UK | US1US |

|                       | DE     | AT     | CH    | UK     | US    |
| --------------------- | ------ | ------ | ----- | ------ | ----- |
| Nummer-eins-Singles   | DE3DE  | AT3AT  | CH1CH | UK—UK  | US—US |
| Top-10-Singles        | DE13DE | AT12AT | CH9CH | UK7UK  | US—US |
| Singles in den Charts | DE23DE | AT14AT | CH9CH | UK14UK | US3US |

### Auszeichnungen für Musikverkäufe
| Silberne Schallplatte - Norwegen - 1990: für das Album 18 Carat Gold: The Very Best of Smokie Goldene Schallplatte - Australien - 1992: für das Album Greatest Hits - Dänemark - 2001: für das Album Uncovered Too - Finnland - 1977: für das Album Greatest Hits - Norwegen - 1996: für das Album Light a Candle – The Christmas Album - 2004: für das Album The Hit Box - Polen - 1997: für das Album The Collection - Schweden - 1999: für das Album The Collection - 2001: für das Album Uncovered Too | Platin-Schallplatte - Dänemark - 2001: für das Album Uncovered - Schweden - 1999: für das Album Our Swedish Collection |

Anmerkung: Auszeichnungen in Ländern aus den Charttabellen bzw. Chartboxen sind in ebendiesen zu finden.
| Land/RegionAuszeichnungen für Musikverkäufe (Land/Region, Auszeichnungen, Verkäufe, Quellen) | Silber       | Gold       | Platin     | Verkäufe  | Quellen                                                                      |
| -------------------------------------------------------------------------------------------- | ------------ | ---------- | ---------- | --------- | ---------------------------------------------------------------------------- |
| Australien (ARIA)                                                                            | —            | Gold1      | —          | 35.000    | aria.com.au                                                                  |
| Dänemark (IFPI)                                                                              | —            | Gold1      | Platin1    | 75.000    | hitlisten.nu: #1 #2                                                          |
| Deutschland (BVMI)                                                                           | —            | 4× Gold4   | Platin1    | 1.850.000 | musikindustrie.de, Einzelnachweise                                           |
| Finnland (IFPI)                                                                              | —            | Gold1      | —          | 20.000    | ifpi.fi                                                                      |
| Norwegen (IFPI)                                                                              | Silber1      | 2× Gold2   | —          | 260.000   | ifpi.no (Memento vom 5. November 2012 im Internet Archive), Einzelnachweise  |
| Polen (ZPAV)                                                                                 | —            | Gold1      | —          | 50.000    | olis.pl                                                                      |
| Schweden (IFPI)                                                                              | —            | 2× Gold2   | Platin1    | 160.000   | sverigetopplistan.se ifpi.se (Memento vom 25. Juli 2011 im Internet Archive) |
| Vereinigtes Königreich (BPI)                                                                 | 9× Silber9   | Gold1      | Platin1    | 1.810.000 | bpi.co.uk                                                                    |
| Insgesamt                                                                                    | 10× Silber10 | 13× Gold13 | 4× Platin4 |           |                                                                              |